# Gunnbjörn Ulfsson
Gunnbjörn Ulfsson (n. 885) foi um explorador norueguês, colono na Islândia que viveu em Meðalfell, Reynivellir, Kjósar; também conhecido como Gunnbjörn Ulf-Krakuson, acredita-se ter sido o primeiro europeu a chegar à Gronelândia.
Ele e a sua tripulação avistaram as ilhas próximas da costa da Gronelândia, e relataram a sua descoberta, mas apesar de Ulfsson não ter desembarcado em nenhuma das ilhas, esse territorio acabou por ser apelidado de Gunnbjarnarsker (ou Gunnbjarnareyjar). Entre os historiadores, a identificação dessa área corresponde ao arquipélago oriental de Sermiligaq, perto de Angmagssalik.
A Gronelândia é tanto material e culturalmente parte da América do Norte (estando separada pela ilha Ellesmere apenas por um pequeno estreito), assim sendo tal ocorrência constituiria o primeiro contacto estabelecido definitivamente entre a Europa e América do Norte.
Desconhece-se a data exacta deste primeiro contacto. Várias fontes referem datas que variam entre 876 e 932, mas não são mais do que conjecturas.
A primeira visita útil às ilhas de Ulfsson foi realizada por Snaebjörn Galti por volta de 978, seguida mais tarde por Erik, o Vermelho, que também explorou a principal ilha da Gronelândia, onde prontamente se estableceu nela. No entanto, nem Galti nem Erik navegavam sem rumo; conheciam bem a localização relatada por Ulfsson.